# 海西女真
海西女真，女真族三大部之一，明代女真分为建州、海西、野人三部。海西女真主要分佈於海西（今松花江東）到黑龍江。

## 简介
海西女真为金代女真遗民，《皇明九边考》等记载称其为完颜部后裔。民众生活以耕种庄稼为主，妇女喜好金珠，是依山建立城寨的定居式生活。
海西女真人亦失哈（易信）曾為明代朝廷內官。明永乐九年（1411年）至宣德八年（1433年），多次受命為欽差，出使奴兒干（今黑龍江下游地區），開設都司。永樂十一年和宣德八年，在奴兒干都司所在地，分別興建和重建永寧寺。兩次都在寺前立碑，前者額題《永寧寺記》，後者額題《重建永寧寺記》。
後來，海西各衛所後來發展為葉赫、哈達、烏拉、辉发四部。因受到東海女真的侵擾，在嘉靖年間，海西四部輾轉南移，散居於今開原以北輝發河流域。最終被建州女真努爾哈赤所吞併。

## 延伸阅读
[在维基数据编辑]
 《清史稿·卷223》，出自趙爾巽《清史稿》